# Abantiades
Abantiades (în greacă: Ἀβαντιάδης) este un patronimic purtat de urmașii lui Abas, utilizat mai ales la menționarea numelui lui Perseu (strănepotul lui Abas) și al lui Acrisius (fiul lui Abas).
Urmașele lui Abas (cum ar fi Danae și Atalante) erau numite Abantias.